# Gennaro II
Gennaro II (IV secolo) è stato un vescovo italiano di Benevento.

## Biografia
Nei cataloghi tradizionali dei vescovi di Benevento Gennaro è considerato come 18º vescovo, se si ammette come protovescovo san Fotino (I secolo), oppure come 6º vescovo, se si pone come primo vescovo beneventano san Gennaro (III/IV secolo). Succedette a san Cassiano sulla cattedra beneventana.
Gennaro è uno dei pochi vescovi della tradizionale cronotassi beneventana storicamente documentato. Infatti, con il titolo di episcopus a Campania de Beneuento, prese parte al concilio di Sardica, celebratosi tra il 343 e il 344. Intervenne personalmente nel corso della sessione conciliare per proporre un decreto, in seguito adottato dall'assemblea, che interdicesse ai vescovi di accogliere nella propria Chiesa chierici appartenenti ad altre comunità.
Questo vescovo è ricordato negli Acta Sanctorum al 1º novembre come vescovo e confessore.